# Miloslava Hrdličková-Šrámková
Miloslava Hrdličková-Šrámková (11. září 1884, Kostelec u Jičína – 14. srpna 1958, Sobotka) byla česká spisovatelka, redaktorka, editorka a partnerka spisovatele Fráňi Šrámka

## Životopis

### Mládí a seznámení s Fráňou Šrámkem
Miloslava Hrdličková se narodila 11. září 1884 do učitelské rodiny. Mládí prožila v Petrašovicích. Po základní škole absolvovala dívčí penzionát v Křížovnické ulici a poté dívčí obchodní školu Ženského výrobního spolku v Praze. Ve škole vynikala v jazycích, zejména ve francouzštině a ruštině.

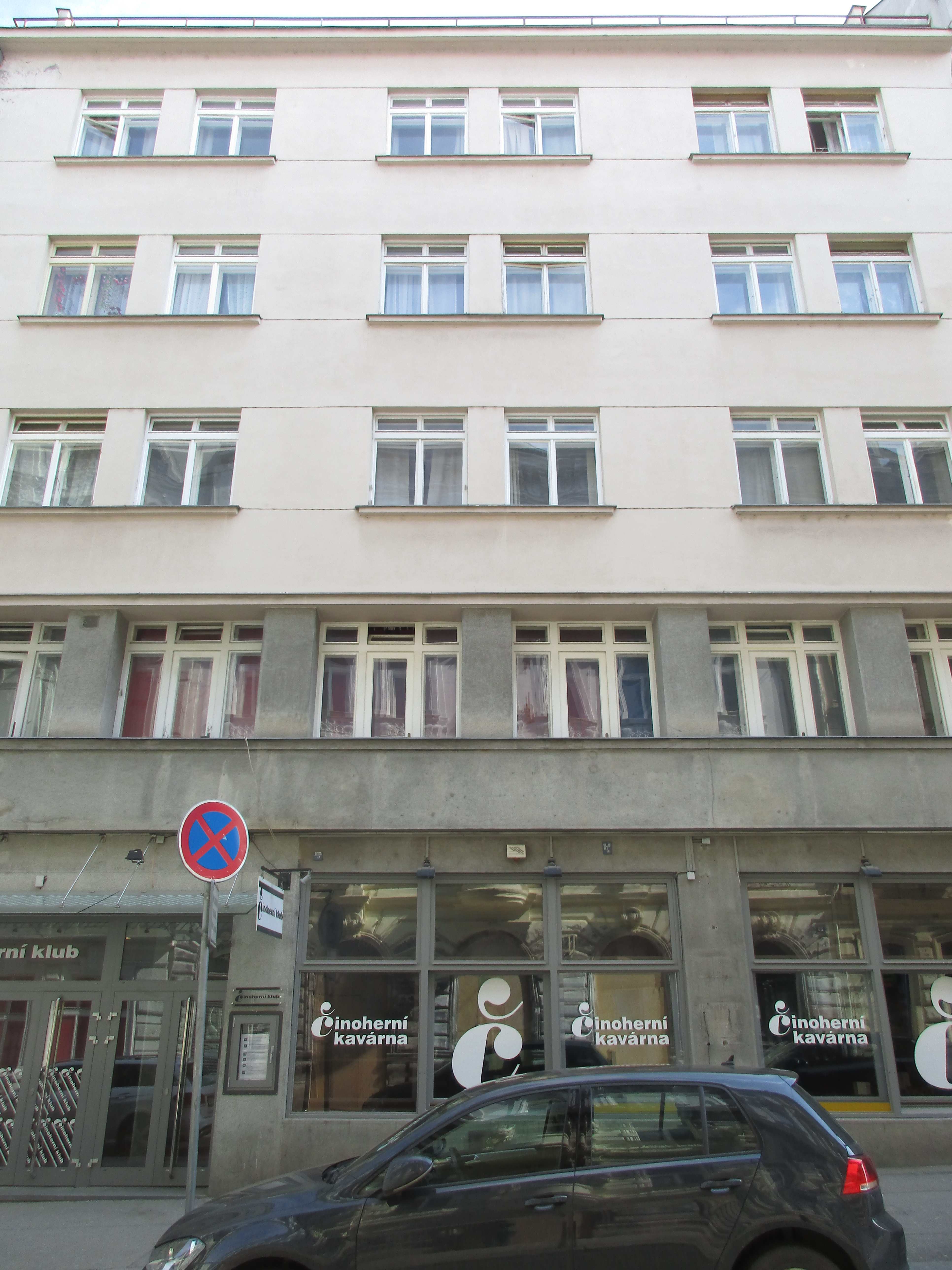
Spolkový dům Ženského klubu, který pomohla Hrdličková-Šrámková vybudovat.

Po ukončení studia roku 1903 nastoupila do Okresního výboru a stala se tak první samosprávní úřednicí v Čechách. O rok později se stala členkou Ženského klubu českého, který pomáhala spoluzakládat. 27. května 1905 se při ochotnickém představení dramatu Červen seznámila s jeho autorem, Fráňou Šrámkem. Stejného dne byl zatčen, avšak svou lásku vyjádřil skrz báseň Své Milči, kterou zaslal z vězení. Po jeho propuštění spolu začali bydlet v bytě Hrdličkové. Nikdy se nevzali, neboť Hrdličková by svatbou mohla ztratit výdělečné úřednické zaměstnání.

### První světová válka a meziválečné období

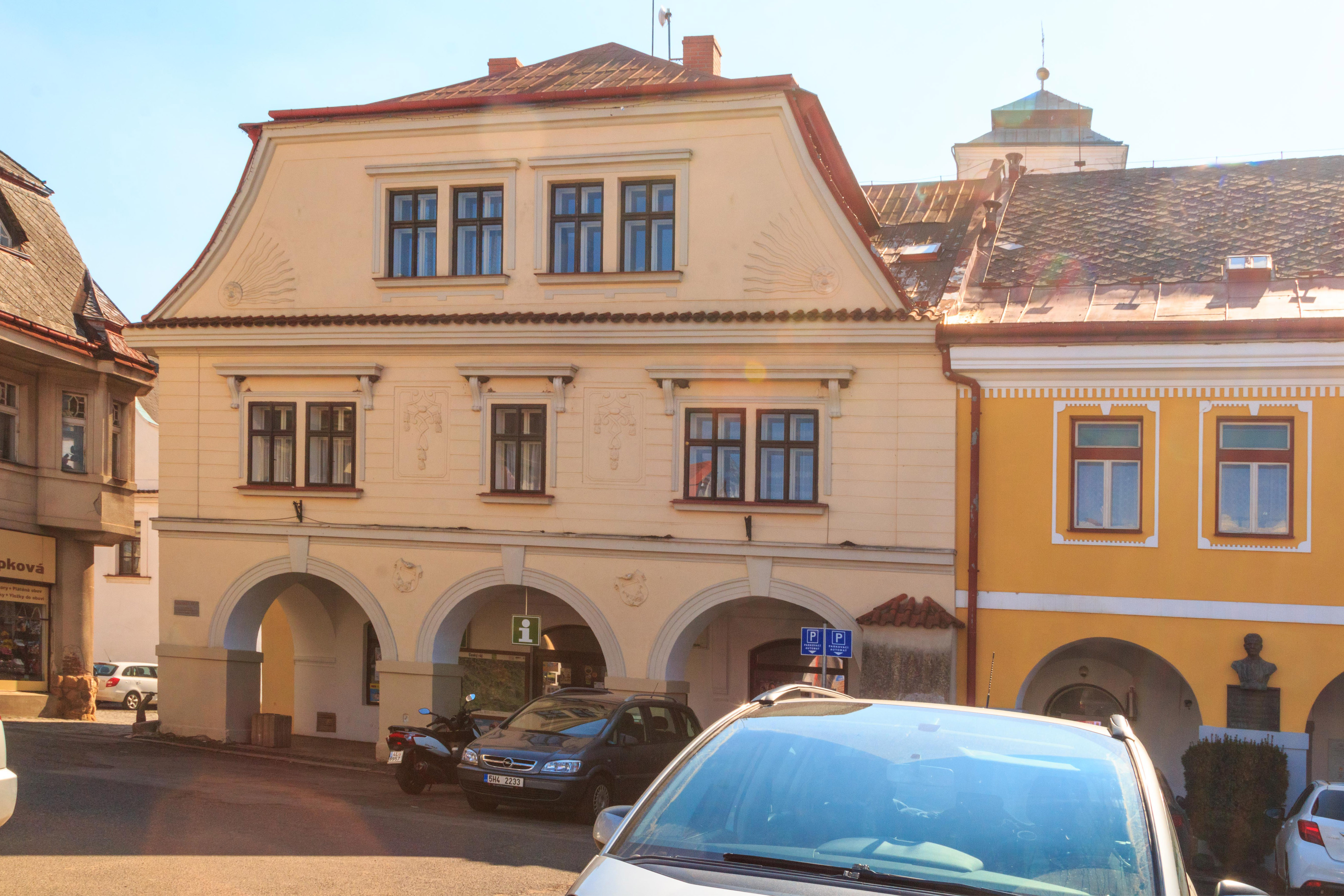
Šrámkův dům v Sobotce

Po vypuknutí první světové války a Šrámkově odchodu na frontu se Hrdličková starala o vydávání jeho děl. Po roce 1918 začala redigovat Ženské slovo (nedělní příloha Českého slova) a od roku 1923 časopis Socialistka (nedělní příloha časopisu Socialista). Ve stejném roce se stala místopředsedkyní Ženské národní rady. Své zkušenosti ze stavebního úřadu hl. města Prahy zužitkovala při stavbě nového Spolkového domu Ženského klubu.V roce 1923 byla vyloučena z Československé strany socialistické v souvislosti s tím, že patřila k těm, kteří protestovali proti zákonu na ochranu republiky (skupina bývalých anarchistů kolem Bohuslava Vrbenského).
V letech 1925 až 1932 redigovala časopis Ženská rada, do kterého přispívala články, jež se týkaly ženské otázky a postavení veřejných zaměstnankyň a také v něm uveřejňovala zprávy o činnosti Ženské národní rady či o kongresech organizace Open Door International, jejíž předsedkyní od roku 1929 byla. Roku 1931 se také stává předsedkyní Syndikátu veřejných zaměstnankyň, který měl hájit zájmy zaměstnankyň a zamezit tomu, aby během krizí byly propouštěny z těchto postů ženy.

### Druhá světová válka a poválečné období
Ve třicátých letech 20. století se stala členkou několika protifašistických organizací a svůj antifašistický postoj si zachovala i během druhé světové války, kdy byla dokonce vyslýchána několikrát gestapem. Vinu jí však neprokázalo, ačkoliv se na odbojové činnosti podílela. Po roce 1945 vstoupila do KSČ, pravděpodobně kvůli snaze zachování Ženské národní rady. Poté, co Fráňa Šrámek roku 1952 zemřel, začala se starat o jeho archiv a odkaz. V roce 1957 koupila v Sobotce dům čp. 3, do kterého přemístila archiv i celou Šrámkovu pracovnu. Založila tak Šrámkův dům (ačkoliv zde Šrámek nikdy ve skutečnosti nebydlel a narodil se ve vedlejším domě). Podílela se také na vzniku festivalu Šrámkova Sobotka v roce 1957.
Zemřela 14. srpna 1958 v Sobotce. Svůj movitý a nemovitý majetek včetně autorských práv odkázala městu Sobotka.

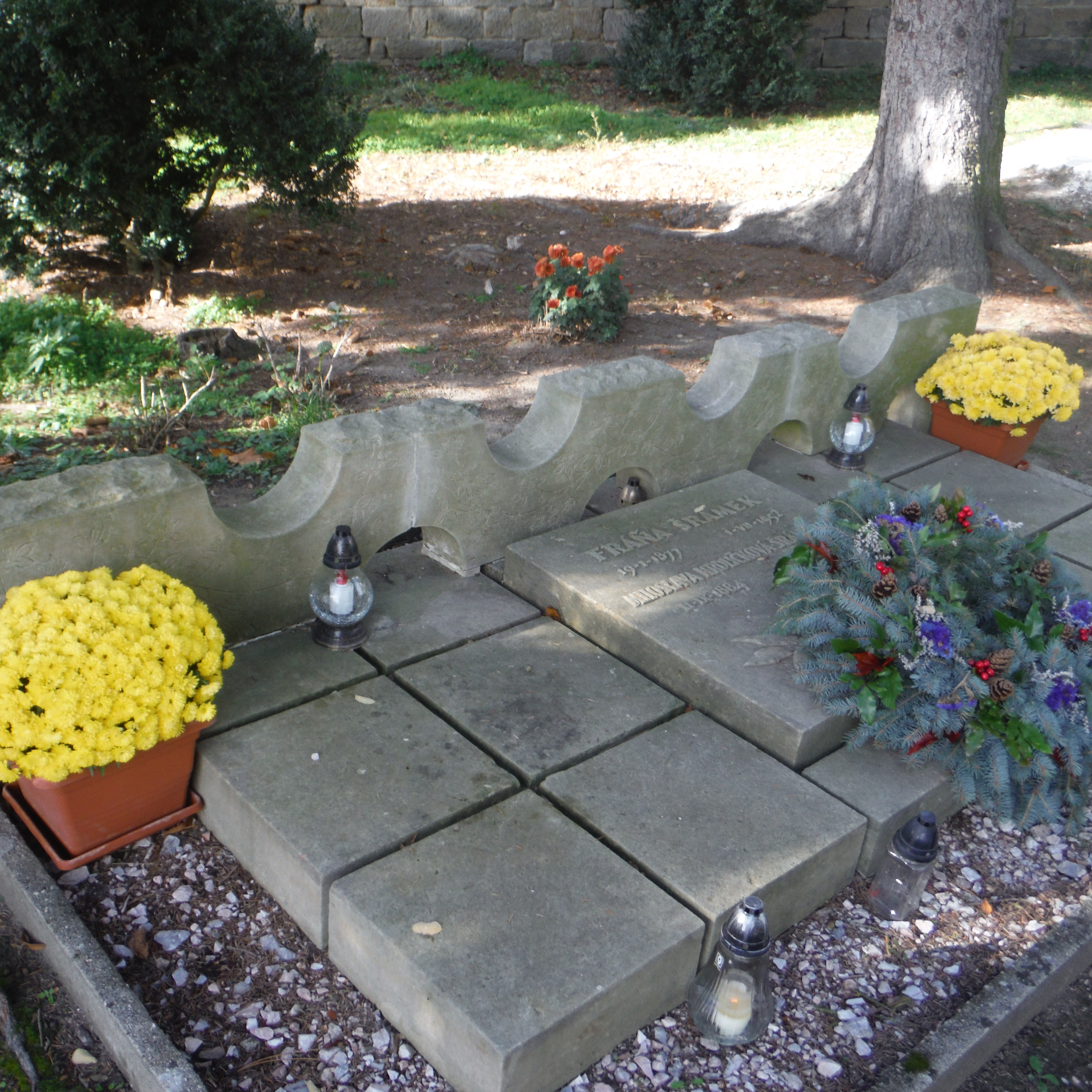
Hrob F. Šrámka a M. Hrdličkové-Šrámkové na Soboteckém hřbitově

## Názory
Miloslava Hrdličková-Šrámková byla aktivní feministkou, socialistkou a antifašistkou, což dokládá i její aktivní činnost v ženských spolcích. Na sklonku života se aktivně angažovala v KSČ.

## Dílo
Kromě své publicistické činnosti se podílela hlavně na vydávání a editaci díla Fráni Šrámka. Na tom často spolupracovala s manželi Hejnovými (Václav a Marie), kteří se o odkaz Šrámka starali po jejím úmrtí. Její publicistické dílo však není lehce dohledatelné, neboť své články často nepodepisovala.
- S Fráňou Šrámkem po Sobotecku (1957)
- Fráňa Šrámek v Sobotce (1956)
- Básně (1956)
- Listy z fronty (1956) - výběr korespondence během Šrámkova pobytu na frontě
- Žasnoucí vojsko (1955) - třetí vydání s poznámkami Hrdličkové-Šrámkové
- Měsíc nad řekou (1954) - šesté vydání s poznámkami Hrdličkové-Šrámkové
- Křižovatky (1953) - šesté vydání s poznámkami Hrdličkové-Šrámkové
- Poslední básně (1953)
- V boj (1953) - revoluční písně z let 1901 až 1906
- Ať zním! (1951) - Hrdličková ke sbírce napsala i předmluvu